# لبه‌داران
لبه‌داران (نام علمی: Lecanoraceae) نام یک تیره از رده قارچ‌های لبه‌دار است.